# Georgian Airways
Georgian Airways ist die nationale Fluggesellschaft Georgiens mit Sitz in Tbilissi und Basis auf dem Flughafen Tbilissi. Logo der Firma ist eine weiße Bordschgali auf rotem Grund. Am Seitenleitwerk der Flugzeuge wurde die Bordschgali jedoch 2004 entfernt, an ihrer Stelle die Flagge Georgiens auf rotem Grund angebracht.

## Geschichte

### Gründung
Das Unternehmen wurde im September 1993 unter dem Namen Airzena gegründet und konzentrierte sich zunächst auf Charterflüge. Ab 1997 wurden Linienflüge nach Wien, Dubai und Taschkent aufgenommen. Die Firma kooperiert seither mit Austrian Airlines und Lufthansa.

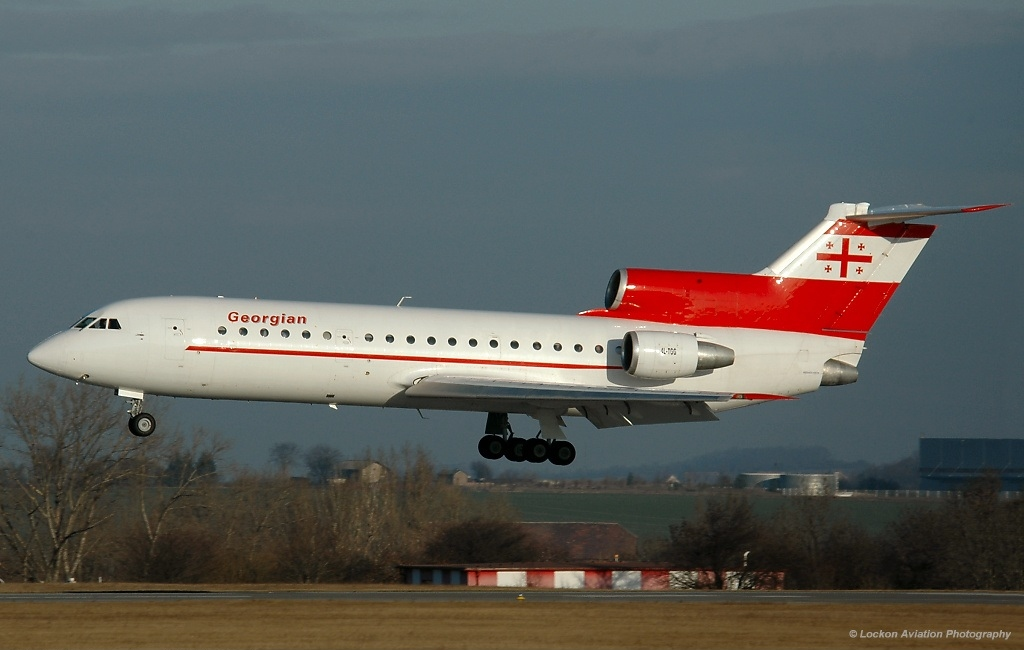
Jakowlew Jak-42 der Georgian Airways

Im Jahr 1999 schloss sich Airzena mit Air Georgia zu Airzena Georgian Airlines zusammen und wurde zur größten Fluggesellschaft in Georgien. Im Oktober 2004 wurde das Unternehmen in Georgian Airways umbenannt.
Am 16. Oktober 2011 wurde bekannt, dass Georgian Airways einen Vertrag mit Boeing über den Kauf von zwei Boeing 737-700 abgeschlossen und Interesse am Kauf der Boeing 787 zur Auslieferung ab 2018 bekundet hat.

### Russische Sanktionen
Nach den von Russland als antirussisch empfundenen Protesten im Juni 2019 verbot es ab dem 8. Juli 2019 alle Flüge von/nach Georgien. Georgian Airways-Flüge nach Moskau-Wnukowo werden seitdem von der Armenia Aircompany über Jerewan durchgeführt. Das Verbot gilt noch im Jahr 2022.

### Konkurs
Georgian Airways meldete am 31. Dezember 2021 im Zusammenhang mit einem Umstrukturierungsverfahren Insolvenz an und die Fluggesellschaft wurde im Januar 2022 zum Verkauf angeboten. Die Fluggesellschaft hat Schulden in Höhe von 175 Millionen GEL (52 Millionen Euro) gegenüber 21 Millionen GEL an Vermögenswerten.
Zu den Ursachen gehört das russische Flugverbot seit Juli 2019, aber vor allem die Corona-Pandemie hat die Airline hart getroffen. Die georgischen Behörden verboten den internationalen Flugverkehr für 11 Monate mit Ausnahme einer Reihe von monatlichen, von der Regierung angeordneten Flügen zu Rückführungszwecken (durchgeführt von Georgian Airways). Georgian Airways reduzierte ihre Flotte (wie die Entsorgung ihrer Embraer-Flugzeuge), konnte aber mit der georgischen Wiederaufnahme des internationalen Flugverkehrs im Februar 2021 nur noch sechs Ziele anbieten.
Der Insolvenzplan konzentriert sich auf die ganzjährig profitablen Strecken (Amsterdam, Tel Aviv und Minsk) und einige profitable Saisoncharter, wobei diese Flüge garantiert werden. Georgian Airways gab im Januar 2022 an, die Flüge weiterhin durchzuführen.

### Aufhebung der russischen Sanktionen
Präsident Wladimir Putin hob im Frühling 2023 per Dekret das Verbot von Flugverbindungen zwischen Russland und Georgien auf und am 19. Mai 2023 landete ein Suchoi Superjet 100 der Azimuth aus Moskau kommend in der georgischen Hauptstadt Tiflis – zum ersten Mal seit 2019. Nun darf auch Georgian Airways wieder nach Russland fliegen.

## Flugziele
Mit Stand April 2022 bedient Georgian Airways von ihren Luftfahrt-Drehkreuz Flughafen Tiflis Ziele in Österreich, Israel und den Niederlanden. Seit Sommer 2023 soll es wieder eine mehrmals wöchentliche Verbindung nach Berlin geben.
|               | Ziele                                                                                     |
| ------------- | ----------------------------------------------------------------------------------------- |
| National      | -                                                                                         |
| International | Amsterdam, Tel Aviv, Wien, Jerewan betrieben von Armenia Aircompany, Berlin (Sommer 2023) |

## Flotte

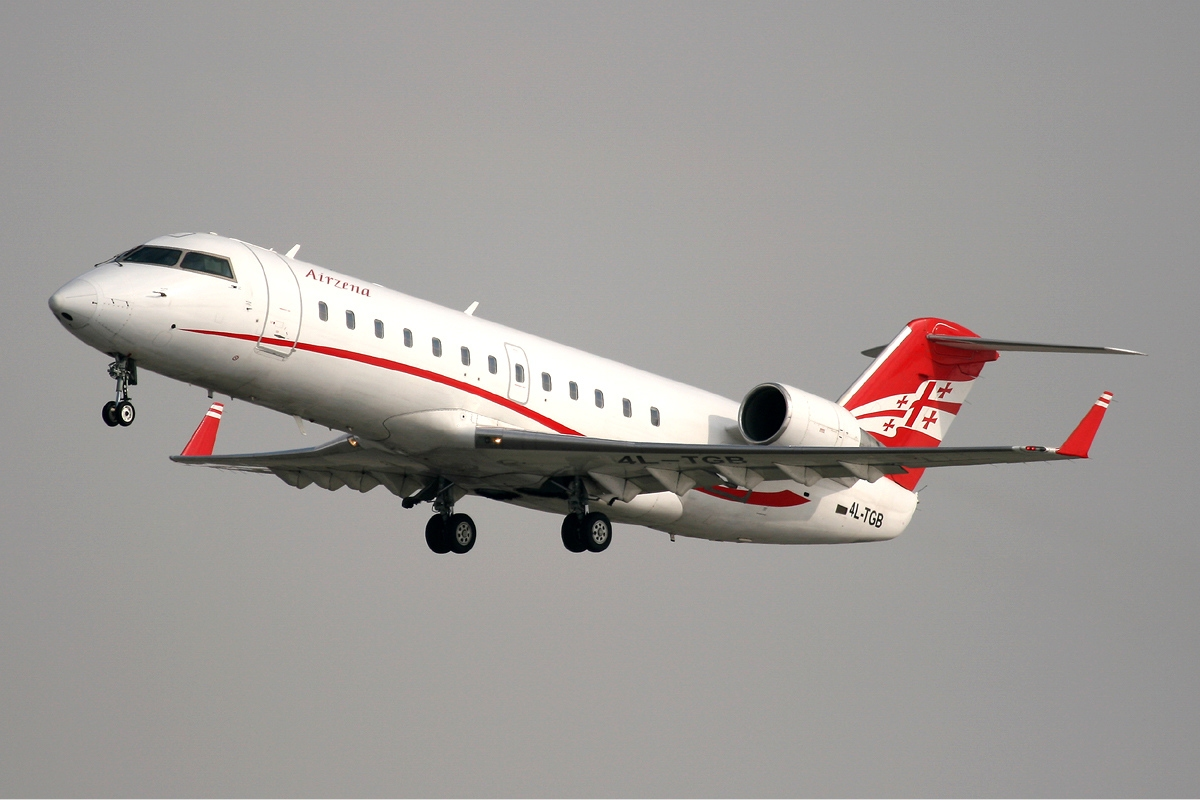
Bombardier CRJ200 der Georgian Airways

### Aktuelle Flotte
Mit Stand Januar 2024 besteht die Flotte der Georgian Airways aus sechs Flugzeugen mit einem Durchschnittsalter von 17,1 Jahren:
| Flugzeugtyp               | Anzahl | bestellt | Anmerkungen                                                        | Sitzplätze | Durchschnittsalter (Januar 2024) |
| ------------------------- | ------ | -------- | ------------------------------------------------------------------ | ---------- | -------------------------------- |
| Boeing 737-700            | 2      |          | mit Winglets ausgestattet; eine betrieben durch Aircompany Armenia | 133 135    | 15,0 Jahre                       |
| Boeing 737-800            | 2      |          | mit Winglets ausgestattet                                          | 170 180    | 15,3 Jahre                       |
| Bombardier CRJ200LR       | 1      |          |                                                                    | 50         | 23,3 Jahre                       |
| Bombardier Challenger 850 | 1      |          | Nur für Regierungs- und VIP-Gebrauch.                              | VIP        | 18,5 Jahre                       |
| Gesamt                    | 6      | –        |                                                                    |            | 17,1 Jahre                       |

### Ehemalige Flugzeugtypen
- Boeing 737-300/400/500
- Bombardier CRJ100
- Embraer 190
- Embraer 195
- Jakowlew Jak-42

## Zwischenfälle

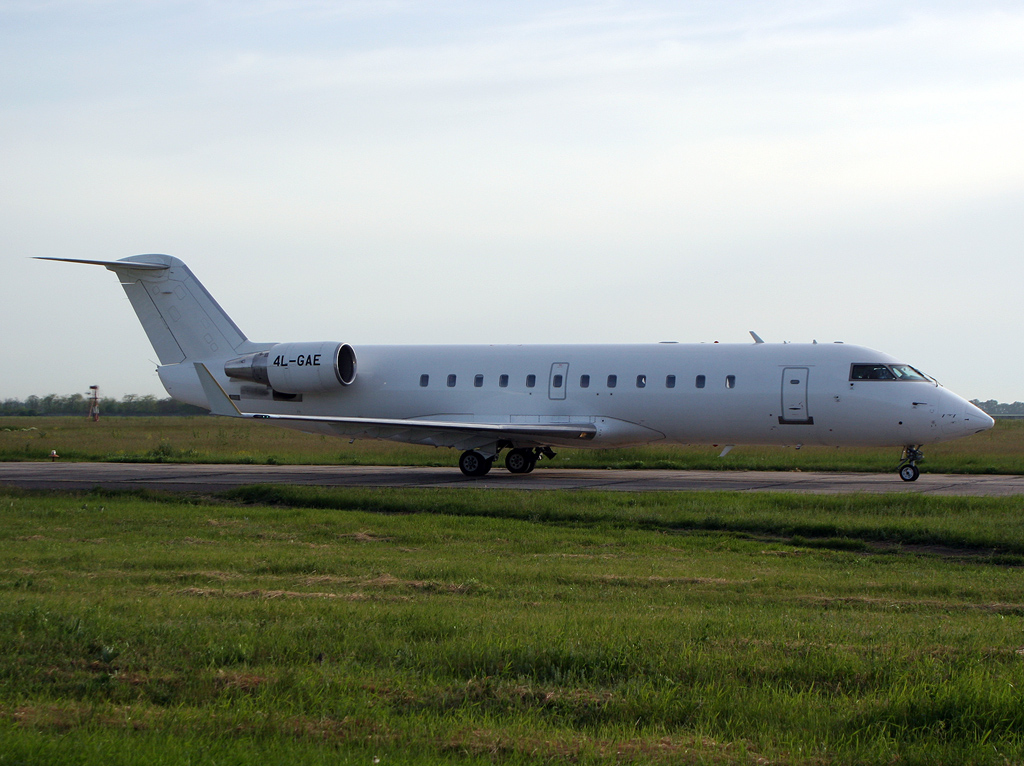
Die am 4. April 2011 verunglückte Bombardier CRJ100 (Kennzeichen 4L-GAE).

- Am 4. April 2011 stürzte eine Bombardier CRJ100 (Kennzeichen 4L-GAE) der Georgian Airways, welche im Auftrag der Vereinten Nationen betrieben wurde, während des Landeanflugs auf den Flughafen Kinshasa-Ndjili in der Demokratischen Republik Kongo ab. Das Flugzeug war mit 33 Personen, davon 20 UN-Mitarbeitern, in der ostkongolesischen Stadt Kisangani gestartet. Nur ein Passagier überlebte (siehe auch United-Nations-Organization-Flug 834).[13][14]
- Am 5. September 2021 startete eine Boeing 737-800 mit dem Luftfahrzeugkennzeichen 4L-TGC und der Flugnummer TGZ681 zu einem planmäßigen Flug von Tiflis nach Wien. Das Bugrad konnte nach dem Start nicht eingefahren werden. Nach etwa 2 Stunden Warteschleifen über dem VOR TBS, landete das Flugzeug sicher in Tiflis.[15]

## Trivia
In der georgischen Stadt Rustawi wird eine ausgemusterte und umgebaute Jakowlew Jak-42 der Fluggesellschaft als Kindergarten genutzt.